# Jenks Carman
Jenks „Tex“ Carman (* 14. Mai 1903 in Hardinsburg, Kentucky, als Jenkins Carman; † 2. Februar 1968) war ein US-amerikanischer Country-Musiker und Gitarrist. Carman, auch als Dixie Cowboy bekannt, wurde vor allem durch seine Bühnenpräsenz und seinem Spiel auf der Hawaii-Gitarre bekannt.

## Leben

### Kindheit und Jugend
Carman wurde 1903 in Kentucky als siebtes von insgesamt acht Kinder des Farmers Alford Carman geboren und zeigte bereits früh ein Interesse an Musik. In der Schule sowie in der örtlichen Kirche sammelte er erste Erfahrung mit der Gitarre und hatte sein erstes professionelles Engagement als Leiter des International Glee Club Quartette in Louisville, Kentucky. Als Jugendlicher verließ Carman seine Heimatstadt in der Hoffnung, als Musiker berühmt zu werden.

### Karriere
Er schloss sich danach verschiedenen Vaudeville-Shows an und entwickelte seine eigene Novelty-Show als Sänger und Gitarrist. Seine ersten Aufnahmen machte Carman bereits 1929 für die Starr Piano Company in Richmond, Indiana, die jedoch nie veröffentlicht wurden. Anfang der 1930er Jahre trat er zunächst mit seiner Schwester als Royal Castillians auf und trat, nachdem seine Schwester geheiratet hatte und das Duo verließ, mit dem Hawaii-Giatrristen Frank Plada auf, der ihm die Grundsätze der Hawaii-Gitarre beibrachte. Carman übernahm diesen Stil und machte ihn zeit seines Lebens zu einem wichtigen Element seiner Stücke.
Carmans spätere Popularität verdankte er aber nicht seinen besonderen Fähigkeiten als Musiker, sein Gitarrenstil war einfach und wenig entwickelt, seine gesanglichen Fähigkeiten minimal und seine nasale Stimme glich der Fiddlin’ John Carsons. Zudem zeigte er oft sein Unvermögen, den Takt zu halten. Um diese Nachteile zu kompensieren, entwickelte Carman eine eindrucksvolle Bühnenpräsenz, die aus seiner ungewöhnlichen Art Gitarre zu spielen, Jodlern und Elementen des Vaudeville bestand. Von Zeit zu Zeit sang er auch – eigenen Angaben zufolge – in der Sprache der Cherokee. Obwohl Carman immer wieder beteuerte, indianischer Abstammung zu sein, wird dies bis heute stark angezweifelt.

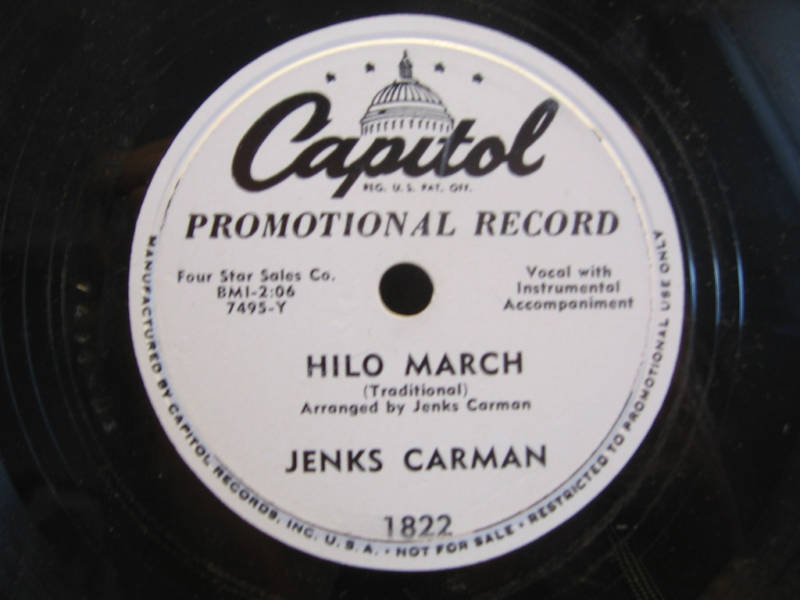
Hilo March, 1951

Carman begann, auf Radiosendern wie KMOX in St. Louis und WHAS in Louisville aufzutreten. Seine erfolgreichste Phase hatte er in den 1940er und 1950er Jahren in Kalifornien. Während er durch Radio und Fernsehen seine Popularität ausbaute, erhielt er einen Plattenvertrag bei dem Westküsten-Label Four Star Records aus Pasadena. Hier spielte er Titel wie Sunny Tennessee, The Wreck of the Old ’97, Kahila March oder sein populärstes Stück Hillbilly Hula ein. Er begann, regelmäßig in der bekannten Town Hall Party aus Compton aufzutreten und wurde später auch Mitglied in Cliffie Stones Hometown Jamboree. Nachdem sein Vertrag mit Four Star ausgelaufen war, brachte Cliffie Stone ihn 1951 zu Capitol Records, wo Carman von Ken Nelson produziert wurde.
Bei Capitol bestanden seine Aufnahmen aus ähnlichen Stücken wie Dixie Cannonball, Locust Hill Rag oder einer neuen Version des Hillbilly Hula, jedoch konnten Carmans Platten nur moderaten Erfolg verzeichnen, sodass sein Vertrag 1953 wieder auslief. Durch seine Auftritte blieb er in den 1950er Jahren aber weiterhin populär. Nach einigen Jahren ohne Plattenvertrag unterzeichnete er bei dem kleinen Label Sage & Sand Records, für das er einige Alben einspielte, die jedoch weniger erfolgreich waren. Mitte der 1960er Jahre setzte er sich langsam zur Ruhe.
Tex Carman starb 1968.

## Diskografie
| Jahr                  | Titel                                                                                          | #      | Anmerkungen             |
| --------------------- | ---------------------------------------------------------------------------------------------- | ------ | ----------------------- |
| Veröffentlichte Titel |                                                                                                |        |                         |
| 4 Star Records        |                                                                                                |        |                         |
| 1948                  | End of the World / Hillbilly Hula                                                              | 1229   |                         |
| 1948                  | Wreck of the Old '97 / I Don’t Why But I Do                                                    | 1230   |                         |
| 1948                  | Sunny Tennessee / New Waikiki Beach                                                            | 1278   |                         |
| 1949                  | Hawaiian Hotel / There’s a New Moon Over My Shoulder                                           | 1302   |                         |
| 1949                  | I Really Believe / Kahila March                                                                | 1379   |                         |
| 1950                  | Chain Gang / The Artillery Song                                                                | 1515   |                         |
| 1951                  | Old Number 9 / Little White Rose                                                               | X-6    |                         |
| Decca Records         |                                                                                                |        |                         |
| 1953                  | Hillbilly Hula / New Waikiki Beach                                                             | 28771  | Wiederveröffentlichung  |
| Capitol Records       |                                                                                                |        |                         |
| 1951                  | I Could Love You Baby / Ten Thousand Miles (Away from Home)                                    | 1571   |                         |
| 1951                  | Hilo March / Just Another Good Dream Gone Wrong                                                | 1822   |                         |
| 1952                  | My Trusting Heart / Don’t Feel Sorry for Me                                                    | 2067   |                         |
| 1953                  | Hillbilly Hula / I’m a Poor Lonesome Fellow                                                    | 2345   |                         |
| 1953                  | Locust Hill Rag / My Lonely Heart and I                                                        | 2534   |                         |
| 1953                  | Blue Memories / The Caissons Go Rolling Along                                                  | 2621   |                         |
| 1954                  | The Samoa Stomp / Sweet Luwanna                                                                | 2752   |                         |
| 1954                  | Dixie Cannonball / Indian Polka                                                                | 2886   |                         |
| Sage & Sand Records   |                                                                                                |        |                         |
| 1956                  | You’ll Come Crawlin' Back / They Had to Say Goodbye                                            | 218    |                         |
| 1957                  | Krish-a-Boom-Ba / Walking and Crying Over You                                                  | 246    |                         |
| 1957                  | Wolf Creek / My Broken Heart Won’t Let Me Sleep                                                | 251    | veröffentlicht bei Sage |
| 1958                  | Honk Honk Honk / Wildwood Flower                                                               | 272    | veröffentlicht bei Sage |
| 1958                  | EP - Silver Rails Leading Westwards - The Old Guitar and Me - Love Me Darling - Spanish Dancer | EP 274 | veröffentlicht bei Sage |
| 1959                  | Beverly Ann / I Feel Like I Feel                                                               | 289    | veröffentlicht bei Sage |
| 1959                  | Little May / This Lonely Road                                                                  | 300    | veröffentlicht bei Sage |
| 1961                  | To Win, to Place, to Show / Ozark Rose                                                         | 337    | veröffentlicht bei Sage |
| 1962                  | Fire in the Tee Pee / Learning to Do Without You                                               | 351    | veröffentlicht bei Sage |
| 1962                  | I’ll Go On Loving You / Maggie’s Twist                                                         | 352    | veröffentlicht bei Sage |
| 1962                  | Aungalala / Somewhere in this World                                                            | 355    | veröffentlicht bei Sage |
| 1962                  | Indian Love Song / Lobo of the Border                                                          | 364    | veröffentlicht bei Sage |
| 1966                  | Custer’s Massacre / Little Black Jack Davie                                                    | 398    | veröffentlicht bei Sage |
| Rem Records           |                                                                                                |        |                         |
| 1963                  | Bamboo Love / Black Jack David                                                                 | 329    |                         |